# Skuša
Skuša (ali škomber; znanstveno ime Scomber scombrus) je morska riba iz družine skuš.

## Značilnosti
Skuša je riba s slokim vretenastim telesom in močno razcepljenim repom. Zanjo so značilne male plavutke ali resice na hrbtni in trebušni strani telesa tik pred repno plavutjo. Po zgornji strani telesa je modro-zelene barve z značilnim tigrastim vzorcem, ki sega do pobočnice. Trebuh je srebrne barve, telo pa pokrivajo majhne luske. 
Skuša zraste do 45 cm in lahko doseže do 1 kg, vendar je povprečna velikost teh rib okoli 30 cm in teža od 25 do 50 dekagramov. Spolno dozori v tretjem letu starosti, živi pa lahko do 20 let. Skuša spada med plavo ribo in je izrazit plenilec. Njena glavna hrana so sardele, zato jate skuš po navadi tesno sledijo velikim jatam sardel in drugih pelaških rib in jih ribiči po navadi lovijo skupaj z njimi. Večino leta skuše tako preživijo v velikih jatah v plovu na visokem morju, v globine pa se spustijo le pozimi v času drsti. Življenjski prostor skuše obsega cel severni Atlantik, pogosta pa je tudi v Jadranu.

## Gospodarski pomen
Skuša je izjemno pomembna gospodarska riba, lov nanjo pa je nujno vezan na lov sardel in inčunov. Skuše lovijo z velikimi krožnimi mrežami, imenovanimi »plavarice«. Kot ostalo plavo ribo jo lovijo tudi z lučmi, saj se odziva na svetlobo in se ji rada približa. Skuše so v ribarnicah dokaj pogoste ribe, vendar pa se zaradi močnih fermentov, ki jih imajo v želodcu slabo obdržijo po smrti in jih je treba hitro pripraviti. Zaradi lova v velikih jatah in hitrega propadanja jih pogosto konzervirajo.
Meso teh rib je okusno in temne barve, vsebuje pa veliko maščob zato so skuše primerne za peko na žaru, na primorskem pa jih pogosto tudi marinirajo in dodajajo v brodet. Ponekod, predvsem v Skandinaviji skuše tudi sušijo in prekadijo. Po svoji vrednosti spadajo skuše nekako med prvo in drugorazredne ribe.

## Sorodne vrste
- lokarda